# Minitrip
Minitrip est un téléfilm belge réalisé par Pierre Joassin, diffusé en 1981.

## Synopsis
Marcel Ceulemans, 35 ans, kinésithérapeute, affiche le profil type du citoyen responsable et raisonnable. À un détail près : son amour immodéré pour Buddy Holly, le chanteur de rock des années 1950. Sa petite amie l’ayant quitté, Marcel se réfugie chez sa maman. Un voyage à Londres va bouleverser encore un peu plus son petit univers. Un concert manqué, un coup de poing sur le nez, une gamine de 6 ans qui le trouve gros, une jolie choriste d’un groupe rock pas très carré vont faire de son « minitrip » le tremplin vers le statut de citoyen irresponsable…

## Fiche technique
- Scénario et réalisation : Pierre Joassin
- Genre : comédie
- Durée : 84'
- Directeur de la photo : Peter Anger
- Cadreur : Jean-Claude Neckelbrouck
- Ingénieur du son : André Brugmans et Jean-Claude Boulanger

## Distribution
- Ronny Coutteure : Marcel
- Agnès Soral : Valérie
- Sylvie Milhaud : Annie
- Roger Mirmont : Edmond
- Mimi Bedin : Huguette
- Ann Petersen : Angel
- Virginie Arzul : Jessica
- Franz Joubert : grand-papy
- Jean-Marie Lemaire : Bobby